# Artiach
Artiach es una empresa española dedicada a la fabricación de galletas. Fue fundada en 1907 en Bilbao (Vizcaya) por la familia del mismo nombre. Desde 2015 su propietaria es la empresa Adam Foods.

## Historia

### Bilbao (1907-1920)
Inicia en 1907 su actividad en una lonja sita en la calle García Salazar (Panadería El Bosque), para más tarde trasladarse, incorporando nuevos avances, a la calle de Cantarranas, también en Bilbao. A consecuencia de un incendio queda destruida la fábrica en 1920, lo cual les lleva a buscar nuevo emplazamiento en la Ribera de Deusto (península de Zorrozaurre), donde en 1921 con modernos y nuevos equipamientos inician y desarrollan una gran producción.

### Deusto (1921-1983)
Este edificio fue el primero en España concebido y construido para albergar una fábrica de galletas. El diseñador de esta fábrica fue el ingeniero, de la misma familia, José Artiach Gárate. En 1923 llegó a tener 67 personas en plantilla, 55 de ellas mujeres. En 1924 ya con 88 trabajadores (63 mujeres) instauraron un sistema de turnos con el que se llegó a fabricar 18 Tn al día, el doble que hasta esa fecha. En la década de 1949 los obreros de Artiach llegaron a ser 600. En la de 1970 tuvo un tiempo de esplendor en la planta de la Ribera de Deusto llegando a trabajar hasta 800 personas. La fabricación, aunque industrial, necesitaba mucha mano de obra.
Según el Master Plan de rehabilitación de Zorrozaurre, aprobado en 2007, la antigua fábrica de Artiach va a ser uno de los dos edificios industriales reutilizados como futuro centro cultural.

### Orozco (desde 1984)
Tras las inundaciones de 1983, la familia Artiach dejó el negocio pasando a ser propiedad de la empresa Nabisco. El número de trabajadores de la planta volvió a bajar, actualmente no supera los 250 trabajadores, el 75 % mujeres. La fábrica se traslada y ahora está situada en Orozco (Vizcaya). En estos años ha ido pasando de las manos de una multinacional a otra: Tabacalera, Royal Brands, United Biscuits; en 2006 pasó a ser propiedad de Kraft Foods; en 2008 del grupo Panrico; en 2012 del Grupo Nutrexpa y desde 2015 su propietaria es Adam Foods.
Actualmente la planta de Orozco produce cerca de las 24000 Tn al año.

## Fábricas
Ciertas marcas han pasado a hacerse en otras de las plantas que forman parte del grupo: Marbú en Viana (Navarra) y Triunfo en Mem Martins (Sintra-Portugal). Desde 2002 también se fabricaban en la planta de Orozco algunas marcas de galletas de Fontaneda (Digestive, Digestive Avena, Soja, etc.), planta cerrada en Aguilar de Campoo (Palencia) en 2002 bajo la propiedad de United Biscuits. En 2006 se dejó de fabricar allí, ya que se vendió la marca Fontaneda al grupo Kraft Foods.

## Tipos de galletas
Artiach llegó a elaborar "más de sesenta tipos de galletas distintas: troqueladas, moldeadas en rotativa y cortadas en prensa, bizcocho de molde y de chapa, galletas de barquillo relleno, con baño de chocolate, de mermelada, etc."
Algunas de las más conocidas fueron: "la famosa galleta María, Chiquilin ositos, Cocochu, Craker, Digesta, Baby, Bizcocho Artiach, Boronitas, Ceylan, Corinto, Eli, Frutina, Madejita, Maga, Maniguas, Morena, Nati, Oriente, Popi, Pralinas, Rizada, Valentinos, Surtido, etc." Además, Artinata apareció en los años 30. Años después crearon otras galletas siguiendo esta línea: Artiturrón, Artichoco, Artiavellana, Articoco, Artilimón, etc.

## Marcas
- "Marbú" (Marbú Dorada, Marbú Effective Bajas en Grasas Saturadas -Cereales, Cacao, Naranja-Soja-, Marbú Dorada 0% azúcares, Marbú Digestive 0% azúcares, Marbú Mini Cookies 0% azúcares)
- "Chiquilín" (Original, Energy, Ositos Miel, Ositos Choco, ChiquiChocs, 2 Chocolates, Chocolate con Leche)
- "Artinata" (Artinata, Artilimón, Artiturrón, Artichoco, Artinata 0% azúcares)
- "Filipinos" (Chocolate con leche, Chocolate negro, Chocolate blanco)
- "Dinosaurus" (Cereales, Chocolate con leche, ChocoBlanco, Mini Cereales, Mini Chocolate, Magdalenas)
- "Princesa"
- Surtido "Artiach Selección"
- Surtido "Artiach Tentaciones"